# 蒂伊拉康帕涅
蒂伊拉康帕涅（法語：Tilly-la-Campagne，法語發音：[tiji la kɑ̃paɲ] ⓘ）是法国卡尔瓦多斯省的一个旧市镇，属于卡昂区。2019年，蒂伊拉康帕涅与临近的2个市镇合并为新市镇卡斯蒂讷昂普莱讷。

## 地理
蒂伊拉康帕涅（49°6'40"N, 0°18'21"W）面积3.55 平方千米，位于法国诺曼底大区卡爾瓦多斯省，该省份为法国西北部沿海省份，北濒大西洋英吉利海峡，东北与滨海塞纳省以海上边界相接，东临厄尔省，南至奧恩省，西与芒什省接壤。
与蒂伊拉康帕涅接壤的市镇（或旧市镇、城区）包括：布尔盖比、加尔塞勒-塞克维尔、于贝尔福利、罗康库尔、圣马丹德丰特奈、勒卡斯特莱。

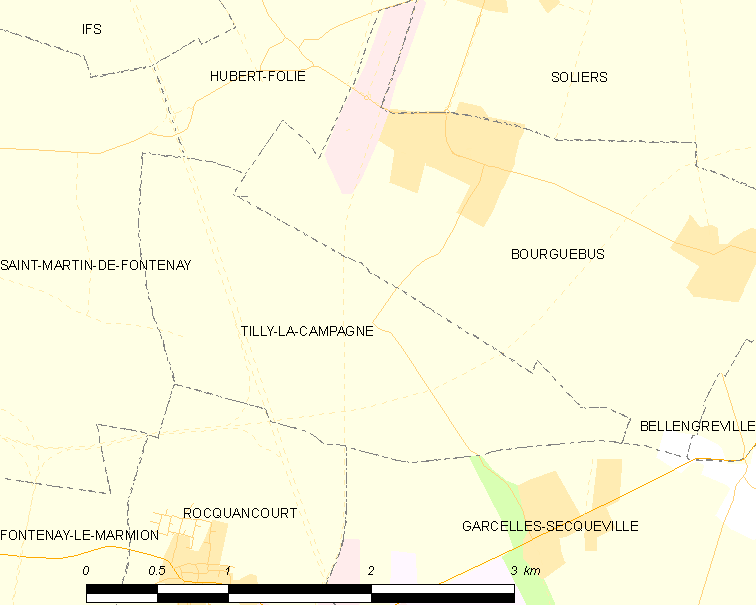
蒂伊拉康帕涅的OSM定位图

蒂伊拉康帕涅的时区为UTC+01:00、UTC+02:00（夏令时）。

## 行政
蒂伊拉康帕涅的邮政编码为14540，INSEE市镇编码为14691。

## 政治
蒂伊拉康帕涅所属的省级选区为埃夫勒西县。

## 人口

1962-2008年间蒂伊拉康帕涅人口变化图示

蒂伊拉康帕涅于2018年1月1日时的人口数量为244人。